# Sit de coroneta daurada
El sit de coroneta daurada (Zonotrichia atricapilla) és un ocell de la família dels passerèl·lids (Passerellidae) que habita zones d'arbusts, petits arbres i matolls d'Amèrica del Nord, criant a zones de muntanya d'Alaska, Yukon, Colúmbia Britànica, Alberta i Washington. Passa l'hivern cap al sud, a la llarga de la costa del Pacífic americà, fins al nord de Baixa Califòrnia.

## Descripció
Mesura de 15 a 18 cm de llarg amb una envergadura de 24,75 cm i oscil·la entre 19,0 i 35,4 g de massa, D'adult és bastant gros per ser a un sit americà. Com tots els sits de Zonotrichia, la cua és relativament llarga i de punta quadrada i una capçada lleugerament picada. Els mascles i les femelles tenen un plomatge semblant, tot i que els mascles són una mica més grossos que les femelles. A part d'un clatell gris llis, les parts superiors de l'adult són de color marró grisenc amb amples franges de color negre marronós a l'esquena i els escapulars i el carpó no té franges. Les parts inferiors són grises, una mica més pàl·lides a la panxa i als flancs. Les ales i la cua són marrons i mostra dues barres blanques a les ales. Les potes són de color marró pàl·lid i el bec és fosc, amb la mandíbula superior més fosca que la inferior. L'iris és marró.
En l'època de reproducció, el sit de coroneta daurada té una franja groga i ampla a la part central del cap que es torna gris pàl·lid cap a la part posterior del cap.

## Espècies semblants
Tot i que les distintives taques a la corona permeten identificar fàcilment el sit de coroneta daurada amb el plomatge reproductor, un ocell immadur o no reproductor es pot confondre amb un sit de coroneta blanca o amb un sit gorjablanc. Es distingeix del primer pel dibuix de la capçada i el bec fosc (en lloc d'un rosa pàl·lid o groguenc) i del segon per tenir una mida més grossa, la gola llisa i la manca d'una franja central de color brillant a la capçada. Un ocell jove o no reproductor també pot assemblar-se a una femella de pardal comú, però es pot distingir per la mida més grossa, el plomatge més fosc, la cua més llarga i, normalment, una certa quantitat de plomes de color groc esmorteït al front.

## Distribució i hàbitat
El sit de coroneta daurada és comú al llarg de la vora occidental d'Amèrica del Nord. És una espècie migratòria, es reprodueix des del centre-nord d'Alaska (incloses les illes Aleutianes fins a l'oest fins a l'illa d'Unimak) i el centre del Yukon al sud fins a l'extrem nord-oest de l'estat nord-americà de Washington i hiverna des de la costa sud d'Alaska fins al nord de Baixa Califòrnia. S'ha registrat com a divagant al Japó i Rússia, i ocasionalment es desplaça fins a la costa oriental d'Amèrica del Nord, des de Nova Escòcia fins a Florida. A l'hivern, es troba generalment en zones arbustives, sobretot chaparral), generalment en arbustos densos.

## Comportament

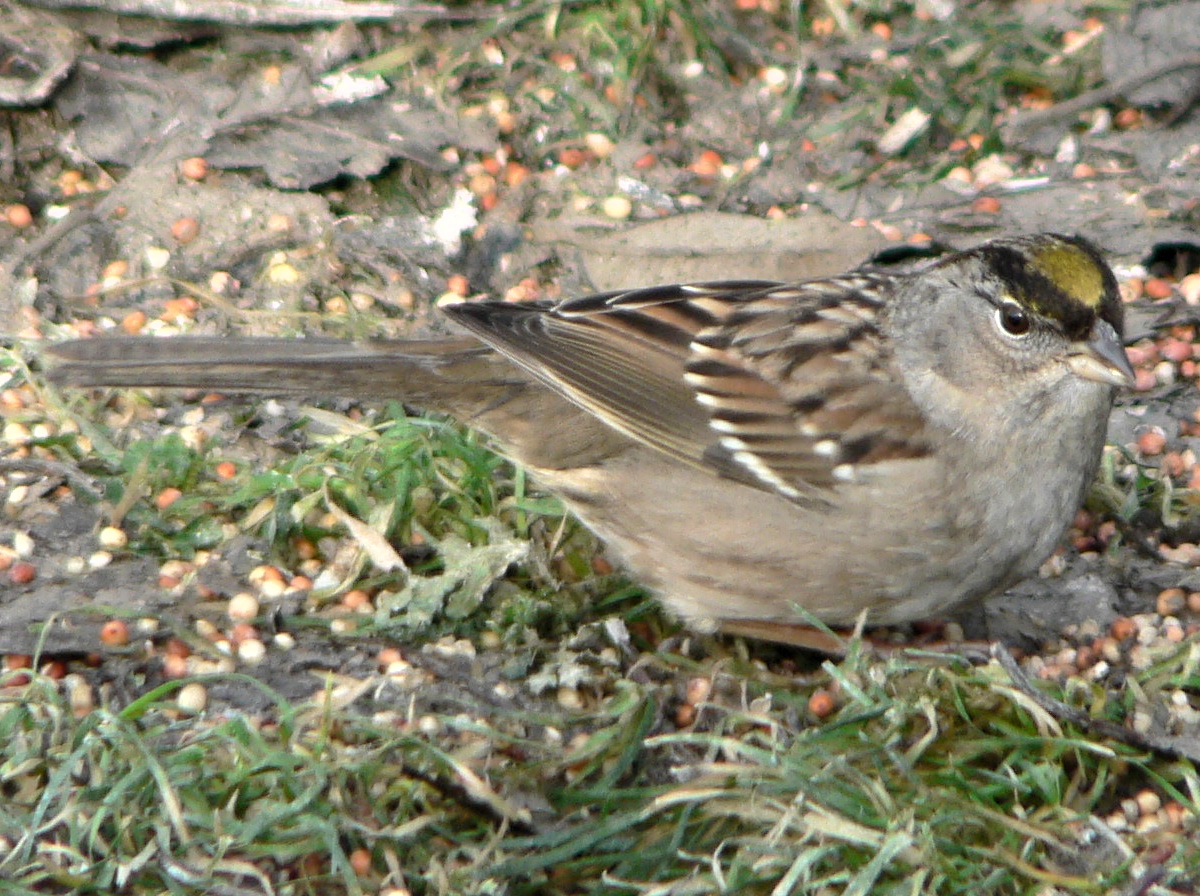
La mida i el color de les taques de la corona ajuden a determinar l'estat d'un ocell entre els companys de grup.

El sit de coroneta daurada passa els hiverns en grups de pardals coespecífics, però també sovint amb altres espècies de pardals, especialment els sit de coroneta blanca. Les zones de residència solen oscil·lar entre 6,1 i 8,1 ha. Individualment, els ocells romanen amb el mateix grup durant tot l'hivern i tornen al mateix lloc d'hivernada cada any. Els estudis mostren que les franges negres i daurades del cap s'utilitzen per indicar l'estatus social en els grups hivernals. Aquests senyals ajuden a reduir la incidència d'enfrontaments entre companys de grup, reduint així costos potencials com les lesions o la despesa innecessària d'energia. La mida i el color de les franges de la corona d'un ocell són millors predictors de domini (que indiquen quin ocell evitarà la confrontació amb un altre) que la mida o el sexe de l'ocell. Els ocells amb franges a la corona de mida similar són molt més propensos a tenir un comportament agonístic que els que mostren diferències i els resultats d'aquests enfrontaments es poden predir en funció del color de les franges negres. Això suggereix que l'estatus social en aquesta espècie implica més complexitat de la que permetrà un sol senyal i que les múltiples taques de color permeten un gradient d'interaccions entre els companys del grup.

### Alimentació

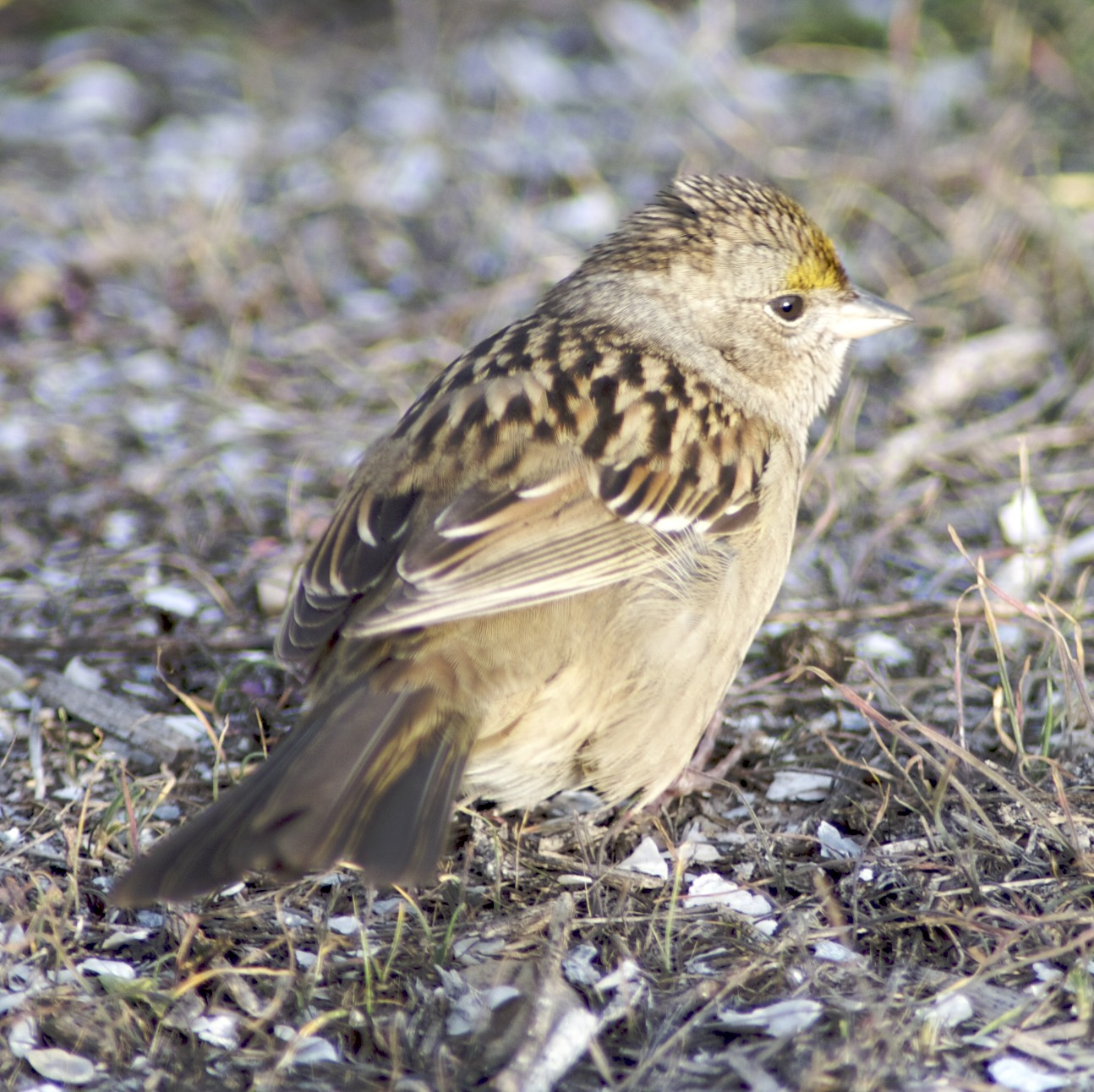
Els ocells immadurs no tenen les ratlles distintives del cap dels adults.

Com altres sits de Zonotrichia, el sit de coroneta daurada s'alimenta a terra, on s'alimenta picotejant i rascant. També ocasionalment salta a l'aire per atrapar insectes o els arreplega del fullatge. La dieta, sobretot a l'hivern, consisteix principalment en material vegetal com ara llavors, baies, flors i cabdells i ocasional insectes corredors. L'espècie és un important destructor de llavors de males herbes al vessant del Pacífic, amb diverses fonts d'aliments conegudes com el margall, auró, bromus, velluter, morró i altres. Els ocells aparellats normalment s'alimenten junts i el mascle segueix la femella.
L'espècie presenta dos màxims de pes cada any: un a mig hivern i un altre a la primavera, molt més alt, poc abans de començar la migració cap al nord. Aquest últim es manté fins que l'ocell arriba als llocs de cria.

### Cria i esperança de vida
L'època de reproducció va des de finals de maig fins a principis d'agost. Els mascles canten durant tot el dia des d'una perxa. El niu és una copa voluminosa construïda per la femella. Situat a terra (o ocasionalment en una branca baixa), està fet de material vegetal sec i folrat de pèl, herbes fines i plomes. La femella normalment pon cinc ous, tot i que s'han registrat niades de tres a cinc. Els ous, de color verd pàl·lid, ovalats i molt tacats de marró vermellós, mesuren 0,65–0,67×0,80–0,82 mm. Són incubats per la femella durant 11-14 dies. Les cries són altricials (neixen nues, cegues i indefenses), però deixen el niu en 12 dies. Tots dos pares alimenten els pollets.
El sit de coroneta daurada més vell conegut va viure com a mínim 10 anys i 6 mesos; va ser anellat com a adult un hivern i va ser recuperat nou hiverns més tard.

### Vocalització
La cant és com un xiulet de tres notes, descendent en to. És molt distintiu. Tanmateix, s'ha informat que els ocells de les muntanyes de la Colúmbia Britànica tenen un trinat a la tercera nota, en lloc d'un xiulet clar com en altres poblacions. Aquests cants s'escolten principalment a l'època de reproducció, però també a les zones d'hivernada just després de la migració de tardor, així com just abans d'enlairar-se per a la migració de primavera. Com altres sits de Zonotrichia, té una nota de crit aguda i distintiva, que es transcriu com a «tsew».

## Sistemàtica
El sit de coroneta daurada és una de les cinc espècies del gènere Zonotrichia, un grup de grans sits americans. No té subespècies. És una espècie molt estretament relacionada amb el sit de coroneta blanca, els estudis de l'ADN mitocondrial mostren que els dos van evolucionar en espècies separades molt recentment en temps geològic. El sit gorjablanc és un parent una mica més llunyà. Es té constància d'hibridació amb sits de coroneta blanca i gorjablanc.
L'ornitòleg John Latham va descriure per primera vegada l'espècie al seu llibre General Synopsis of Birds l'any 1781, però va pensar que era una varietat del que ell va anomenar "sit de corona negra" i es va oblidar de donar-li un nom científic. Aquesta errada es va corregir el 1789, quan Johann Friedrich Gmelin li va assignar el nom d'Emberiza atricapilla dins de la 13a edició de Systema naturae. Diverses autoritats a la dècada de 1800 (inclòs John James Audubon) la van situar en el gènere Fringilla, però moltes la van assignar al gènere actual, Zonotrichia, un cop William John Swainson va establir aquest gènere. L'any 1844 Peter Simon Pallas va descriure la mateixa espècie com Zonotrichia coronata i, durant gran part del segle XIX, aquest va ser el nom utilitzat per la majoria de les autoritats.
En el nom científic de l'ocell, el nom del gènere Zonotrichia és una paraula composta: del grec antic ζώνη (zona, franja) i θρίξ (thrix, cabell). L'epítet específic atricapilla és llatí per "cabell negre": ater (negre) i capillus (pèl del cap).

## Conservació i amenaces
La Unió Internacional per a la Conservació de la Natura enumera el sit de coroneta daurada com una espècie en “risc mínim”. L'abast extremadament gran del sit i la mida de la població l'eleven molt per sobre dels llindars utilitzats per designar una espècie en perill, i les dades de Christmas Bird Counts mostren que el seu nombre és estable o augmenta. En tota la seva distribució, està protegit per la Llei del Tractat d'Aus Migratòries de 1918, i molts dels seus llocs d'hivernada es troben en àrees protegides, inclosos els boscos nacionals i els refugis nacionals de vida salvatge.
Igual que amb altres passeriformes que viuen en grup, el sit de coroneta daurada és propens a nivells elevats d'àcars de les plomes. Serveix d'hoste per a diferents espècies de paràsits. Les malalties que se sap que l'afecten inclouen la verola aviària.
En algun moment del seu cicle vital, el sit de coroneta daurada també pot ser víctima de diversos depredadors. Aquests inclouen el botxí boreal, el botxí americà, l'astor de Cooper, arpelles, l'esmirla, l'òliba comuna, gats ferals i esquirols.